# Такакура Кен
Такакура Кен (яп. 高倉 健, Такакура Кен), справжнє ім'я Ода Гоїті (яп. 小田 剛一, Ода Го:іті, нар. 16 лютого 1931 , Кіта-Кюшю, Префектура Фукуока  — 10 листопада 2014 , Токіо ) — японський актор і співак, лауреат близько двох десятків кінематографічних і кількох державних нагород. Найвідоміший зображенням «героїв-одинаків», зокрема нарівні з Кодзі Цурутою відомий як одне з уособлень «благородного якудзи».

## Біографія
Гоїті Ода народився в Накамі (префектура Фукуока); його батько був військовим моряком, мати вчителькою. При навчанні у старшій школі він захоплювався боксом та айкідо; як вважається, в юності він також неодноразово був свідком боротьби банд якудзи за вплив на чорному ринку післявоєнної Фукуоки, що використав пізніше у створенні свого образу.
У 1954 році Гоїті закінчив Університет Мейдзі в Токіо. В 1955 він випадково опинився в районі кастингу, проведеного кінокомпанією Toei, і вирішив в ньому взяти участь.
Такакура дебютував на екрані у 1956 році у фільмі Denko Karate Uchi. На тлі конфлікту поколінь у післявоєнній Японії активно розвивався жанр «бандитського кіно», який виявився для Кена Такакури вдалою нішею. Його «прорив до слави» відбувся у фільмі «Тюрма Абасірі» та його сіквелі Abashiri Bangaichi: Bokyohen 1965 року, в яких він зіграв антигероя, колишнього шахрая. За період своєї кар'єри на Toei до відходу звідти в 1976 Такакура знявся більш ніж у 180 фільмах.
Міжнародна популярність прийшла до Такакури після виконання однієї з головних ролей майора Ямагуті у військовому фільмі 1970 року «Занадто пізно, герою» і фільмі Сідні Поллака 1974 «Якудза», а найбільш відомі на Заході, ймовірно, його роль поліцейського Масахіро Мацумото у «Чорному дощі» Рідлі Скотта (1989) та роль у комедії Фреда Скепісі «Містер бейсбол» (1992).
До кінця століття Такакура здебільшого відійшов від зйомок, знявшись за 2000-і роки лише у трьох фільмах: «Шляхи в тисячу миль» Чжана Їмоу (2005), а також Hotaru  (2001) та Anata e (2012) Ясуо Фурухати.
Такакура помер 10 листопада 2014 року в Токіо у 83-річному віці на тлі лімфоми, що розвинулася.